# Donna Beck
Donna Beck Tyler (före detta Cortlandt och Sago) är en fiktiv karaktär i den långlivade amerikanska såpoperan All My Children. 

## Utdrag ur hennes liv i såpan
- Då hon fyllde arton så börjar hon hoppas att hon skall kunna gifta sig med Chuck, som också är kär i henne. Ett problem är dock Chucks överbeskyddande mormor/farmor Phoebe Wallingford. Hon försöker att få Donna att lämna staden genom att ge henne pengar.
- Senare gifter sig Donna och Chuck, men äktenskapet har flera problem redan från starten. Donna vill gärna ha barn, men Chuck är inte särskilt intresserad av det.